# Electra (ster)

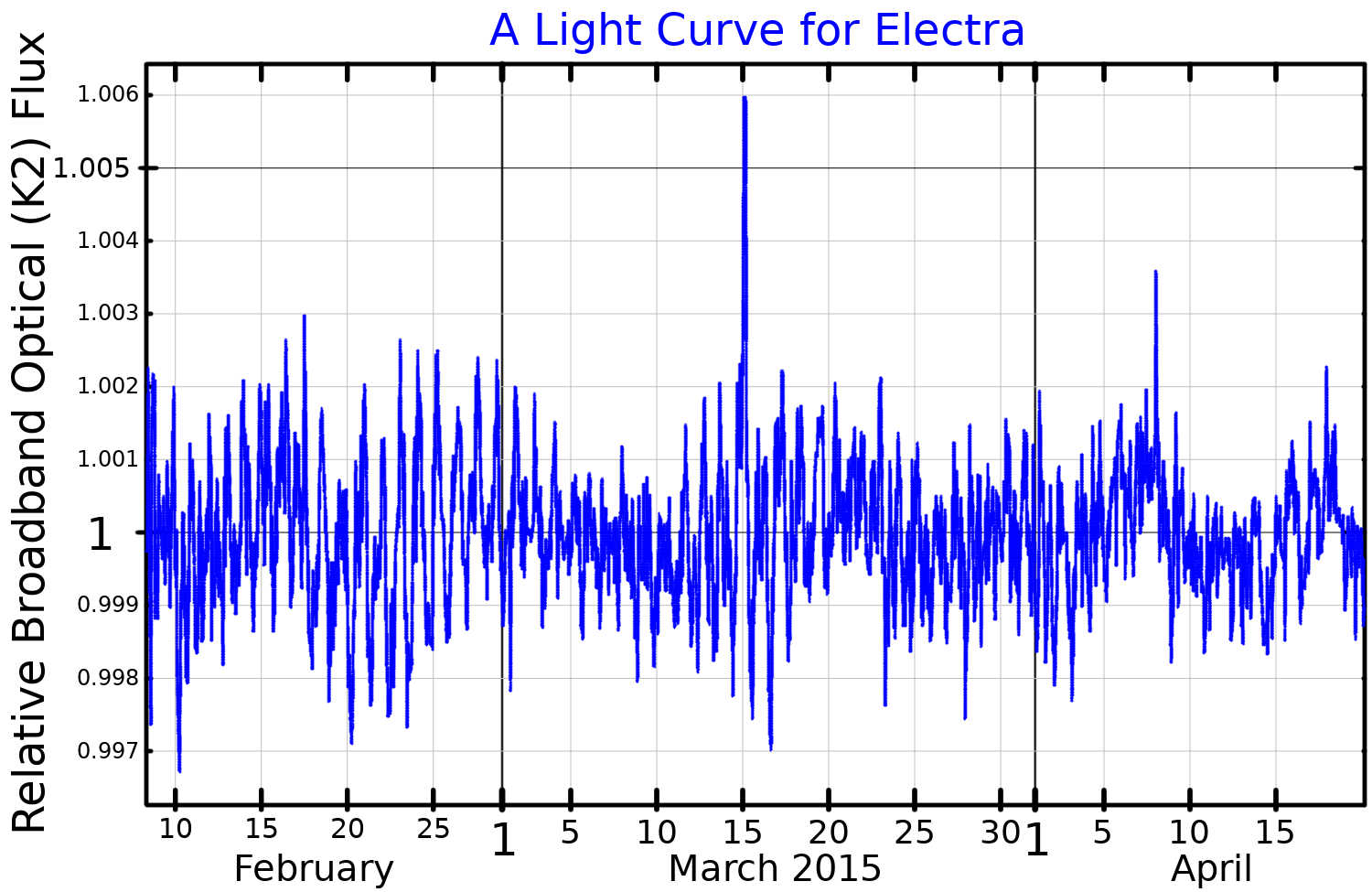
Lichtkromme van Electra

Electra (17 Tauri) is een ster in het sterrenbeeld Stier (Taurus).
De ster maakt deel uit van de sterrenhoop Pleiaden.